# Corredores Ferroviarios
Corredores Ferroviarios Sociedad Anónima (COFESA) fue una empresa argentina de carácter privado que operó los servicios de pasajeros metropolitanos de los ferrocarriles Mitre y San Martín. Fue conformada por Roggio-Metrovías. 
La empresa se hizo cargo de la operatoria de ambas líneas, tras la decisión del entonces Ministerio de Interior y Transporte, para ordenar el esquema de concesiones y operadores del AMBA.

## Antecedentes
En el año 2005, el Estado Nacional rescindió la concesión a Metropolitano de la Línea San Martín, debido a los constantes incumplimientos por parte de la concesionaria para con los usuarios de la línea. El Estado Nacional no poseía una empresa que se encargase de los servicios ferroviarios en caso de que fallara una concesión o crease un nuevo ramal. Entonces decidieron llamar a las operadoras de trenes restantes a formar parte de la Unidad de Gestión Operativa Ferroviaria de Emergencia S.A.; cuyas empresas restantes eran TBA, Metrovías, y Ferrovías. Desde entonces, la UGOFE, operó solamente la Línea San Martín a cuenta y orden del Estado Nacional.
En el año 2007, el entonces presidente Néstor Kirchner, decide la rescisión del contrato de la Línea Roca y la Línea Belgrano Sur ambas concesionadas a Metropolitano. Allí la UGOFE tomó la operatoria de las líneas, hasta tanto se encuentre un nuevo concesionario mediante licitación.
En el año 2012 tras  la Tragedia de Once, el Estado Nacional mediante la Secretaría de Transporte dependiente del Ministerio de Planificación, Inversión Pública y Servicios, rescindieron el contrato a la empresa TBA.
Debido a que TBA se encontraba dentro de la UGOFE, se decide crear otra empresa con las restantes concesionarias, contando así con Metrovías y Ferrovías nucleadas dentro de lo que fue la Unidad de Gestión Operativa Mitre Sarmiento  S.A..
En el año 2013, en el mes de agosto, se transfieren las líneas metropolitanas bajo la órbita de UGOFE a SOFSE, quien continuó operando a través de la misma UGOFE, hasta tanto se realizara un nuevo contrato.
Un mes después, sucedió lo mismo con UGOMS. Tiempo más tarde, tras otro accidente en la estación de Once, el Estado tomó la operatoria completa de la Línea Sarmiento.

## Creación
En febrero de 2014, el Estado Nacional a través de SOFSE, organismo dependiente del entonces Ministerio de Interior y Transporte, decidieron que, para una mejor organización, se disuelva la UGOFE y la UGOMS, y a cada una de las empresas que componían las UGOs, se les asignara una línea, para una mejor organización de la operatoria.
Cuando fue anunciado la disolución de la UGOFE y la UGOMS se anunció también la división de sus tareas entre Corredores Ferroviarios S.A. y Argentren S.A. En ese momento EMEPA (Argentren-Ferrovías) se convirtió en una de las dos únicas empresas concesionarias privadas operadoras del servicio de ferroviario de pasajeros del área metropolitana, al ser los mismos dueños concesionarios no solo de las Líneas General Roca y Belgrano Sur sino también del Belgrano Norte, junto a Roggio-Metrovías quien conformaría la operatoria a través de Corredores Ferroviarios; dejando así al Grupo Emepa (con sus empresas Ferrovías-Argentren) controlando al menos tres líneas de pasajeros del AMBA y a Roggio-Metrovías operando el Subte, la Línea Mitre, la Línea San Martín y Línea Urquiza. Desde su creación restableció el servicio del Tren del Valle, inaugurado el 21 de julio de 2015. lanzandose el Plan Operativo Quinquenal 2016-2020 del Ministerio de Transporte de la Nación.

## Disolución
El 2 de marzo de 2015 el entonces Ministerio del Interior y Transporte rescinde los acuerdos de operación de las líneas metropolitanas Belgrano Sur, General Roca, Mitre y San Martín, pasando todas a depender directamente de SOFSE.

## Líneas
Corredores Ferroviarios tuvo a su cargo la operación de:
- Línea San Martín - Servicio diésel que se dirige hacia el noroeste. Antes operado por la UGOFE.
- Línea Mitre - Servicio eléctrico y diésel, que se dirige hacia el norte y noroeste. Antes operado por UGOMS.